# Costo operacional
Los  costos de operación  son los gastos  que están relacionados con la operación de un negocio, o para el funcionamiento de un dispositivo, componente, equipo o instalación. Ellos son el costo de los recursos utilizados por una organización solo para mantener su existencia.

## Los costos de operación de los negocios
Para una empresa comercial, los costos de operación se dividen en dos grandes categorías:
- Costos fijos: Son los mismos si la operación está cerrada o funcionando a 100% de capacidad. Los costos fijos incluyen elementos tales como el alquiler del edificio. Estos generalmente tienen que pagar, independientemente de en qué estado se encuentra el negocio.
- Costos variables, Son aquellos que puede aumentar en función de si una mayor producción se hace, y cómo se hace (que producen 100 elementos de producto puede requerir 10 días de tiempo normal o tomar de 7 días si se utiliza de horas extras. Se puede ser más o menos costoso utilizar la producción de las horas extraordinarias en función de si la producción más rápido significa que el producto puede ser más rentable). Los costos variables incluyen los gastos generales indirectos tales como servicios de telefonía celular, computadoras, tarjeta de crédito procesamiento, uso eléctrico, Express Mail, Suministros Limpieza, MRO, productos de oficina, servicios de nómina, Telecom, uniformes, servicios públicos o de eliminación de desechos, etc.

## Los gastos generales de los negocios
Los gastos generales de una empresa son el costo de los recursos utilizados por una organización solo para mantener su existencia. Los gastos generales se miden en términos monetarios, pero términos no monetarios son posibles en forma de tiempo necesario para realizar las tareas.
Ejemplos de gastos generales incluyen:
- Pago de la renta en el espacio de la oficina de un negocio
- Costo de la electricidad para las luces de la oficina
- Algunos salarios del personal de oficina

Los gastos no generales son los costos incrementales, como el costo de las materias primas utilizadas en los productos que una empresa vende.
Costo de funcionamiento se calcula como costo de ventas - Los gastos de funcionamiento. Gastos de operación consisten en:
- Los gastos administrativos y de oficina como el alquiler, los salarios, al personal, seguros, honorarios de directores, etc.
- Los gastos de comercialización y de distribución como publicidad, sueldos de los vendedores.

Incluye todos los gastos de funcionamiento, tales como salarios, renta, papelería, muebles, etc.

## Los costos de operación del equipo
En el caso de un dispositivo, componente, equipo o instalación (para el resto de este artículo, todos estos elementos se denominarán en general como equipo son los costos recurrentes regulares, normales y habituales de operación de los equipos. Esto no incluye el  costo de capital de la construcción o compra del equipo (dependiendo de si es hecha por el propietario o recibió el producto de un sistema construido).
Los costos de operación se incurren por todo el equipo - a menos que el equipo no tenga ningún costo para operar, no requiere de personal o de espacio y nunca se desgasta (ejemplos? quizás intangibles, aunque no el equipo). En algunos casos, el equipo puede parecer que tienen bajos costos de operación o no, ya sea porque el costo no se reconoce o se absorbe en su totalidad o en parte por el costo de algo más.
Los costos de operación del equipo pueden incluir:
- Los sueldos o salarios de personal
- La publicidad este no se considera un costo operativo ya que no es fijo y varía dependiendo en que periodo la empresa va a ser uso de este, además no es un costo es un gasto.
- Materias primas
- Licencia u honorarios (como cuotas de inscripción anuales) impuestas por un gobierno
- Gastos inmobiliarios, incluyendo
  - Alquilar o ceder los pagos
  - Oficinas en alquiler
  - Mobiliario y equipo
  - Valor de la inversión de los fondos utilizados para la compra de la tierra, si es propiedad en lugar de renta o alquila
  - Impuestos sobre la propiedad y evaluaciones equivalentes
  - Impuestos de operaciones, tales como comisiones aplicadas a las empresas de transporte para el uso de las carreteras
- Los costos de combustible, como la energía para las operaciones, combustible para la producción
- Servicios públicos como el servicio telefónico, conexión a Internet, etc.
- Mantenimiento de equipos
- Material de oficina y consumibles
- Prima de seguros
- La depreciación de los equipos y los costos de reemplazo eventuales (a menos que la instalación no tenga partes móviles que probablemente se gastará en algún momento)
- Los daños debidos a pérdidas no aseguradas, accidentes, sabotaje, la negligencia, el terrorismo y el desgaste.
- Impuestos sobre la producción o la operación (tales como honorarios de subsidencia impuestas a los pozos de petróleo)
- Impuestos sobre la renta
- Mano de obra
- cesantías
- Mantenimiento de maquinaria

Algunos de ellos no son aplicables en todos los casos. Por ejemplo:
- Un panel solar colocado en la casa de uno para su uso en la generación de energía eléctrica por lo general solo tiene costos de capital; una vez que se está ejecutando no hay costos de personal, costos de servicios públicos o la depreciación y utiliza ninguna tierra extra (que no era ya parte del lugar en que se encuentra) por lo que no tiene costos reales de operación; sin embargo, puede ser necesario tomar en cuenta los costos de sustitución en caso de deterioro.

- Un automóvil o cualquier otro artículo comprado para uso personal no tiene costo salarial porque el dueño no cobra a sí mismos para el funcionamiento del dispositivo.

- Un ítem que está arrendado puede tener algunos o todos estos costos y se incluye como parte del precio de compra.

Puede ser que sea cuestionable afirmar que el costo de cada diez personas adicionales en la fuerza de ventas son un costo adicional o un coste de arriba, ya que los salarios de estas personas son tanto los gastos generales y los gastos incrementales. El personal necesario para mantener la tienda operativa se considera en su mayoría por encima.
- Fórmula de costo de operación = costo total * número de semanas